# Giovanni Früh
Giovanni Früh (* 3. Dezember 1937 in Zürich; † 25. Februar 2003 in Sankt Augustin) war ein Schweizer Schauspieler.

## Leben
Der Tessiner Schauspieler Früh absolvierte seine Berufsausbildung am Bühnenstudio seiner Heimatstadt Zürich. Es folgten Bühnenengagements und -auftritte in Bonn, am Düsseldorfer Schauspielhaus, am Staatstheater Stuttgart, am Theater am Neumarkt Zürich, bei den Mülheimer Theatertagen und den Ruhrfestspielen Recklinghausen. In Bonn spielte er unter anderem den Stockhausen in der Uraufführung der Trilogie Krieg von Rainald Goetz.
1967 gab Früh neben Gerd Baltus in der James-Bond-Parodie Bonditis sein Filmdebüt. Es folgten zahlreichen Auftritte in Schweizer, westdeutschen und französischen Film- und Fernsehproduktionen. Früh spielte unter der Regie von Wilhelm Semmelroth in Herbert Asmodis Drama Onkel Silas, neben Manfred Krug in der Abenteuerserie Auf Achse, in Hans W. Geißendörfers Historiendrama Theodor Chindler – Die Geschichte einer deutschen Familie, neben Klaus Schwarzkopf in Der Kandidat, im Science-Fiction-Film Wir, in der Konsalik-Verfilmung Liebe lässt alle Blumen blühen, in Georg Tresslers Fantasy-Film Sukkubus, in Xavier Kollers Drama um den schwarzen Tanner und neben Claude Brasseur im Thriller Geheimaktion Marseille. Seine letzte Filmrolle spielte er 1998 in Valentin Jekers Adaption von Gerhart Hauptmanns naturalistischem Drama Rose Bernd – als Vater der Titelfigur.
Einem breiten Publikum wurde Giovanni Früh durch seine Rollen in Fernsehserien bekannt. 1978 gehörte er als „Django“ Nussbaumer zur Stammbesetzung der ZDF-Krimiserie SOKO 5113. Von 1978 bis 1981 spielte Früh die Rolle des Kriminalmeisters, ehe dieser infolge von Dienstunfähigkeit die Sonderkommission verlassen musste.
Zwischen 1983 und 1984 war er in der ARD-Vorabendserie Links von den Pinguinen in einer weiteren Hauptrolle zu sehen. Daneben übernahm er Gastauftritte in Serien wie Pariser Geschichten.
Daneben arbeitete Früh auch als Sprecher für Hörspiele, u. a. 1966 für die DRS-Produktion Die Schildbürger nach Wolfgang Martin Schede und 1984 für die Produktion Nebel von Heinz Bühlmann.

## Filmografie (Auswahl)
- 1966: Bonditis
- 1977: Onkel Silas (TV-Zweiteiler)
- 1977: Haben Sie nichts zu verzollen?
- 1978: Auf Achse – Kolbenfresser
- 1978–1981: SOKO 5113
- 1979: Theodor Chindler
- 1979: Grauzone
- 1979: Das gefrorene Herz
- 1980: Regentropfen
- 1981: Wir
- 1981: Geheimaktion Marseille (L'ombre rouge)
- 1981: Les Saltimbanques
- 1983: Blaubart
- 1983/84: Links von den Pinguinen
- 1984: Liebe lässt alle Blumen blühen
- 1984: Der Dieb, der nicht zu Schaden kam
- 1985: Der schwarze Tanner
- 1986: Der Kandidat
- 1986: Tessiner Fieber
- 1989: Sukkubus – Den Teufel im Leib
- 1998: Rose Bernd